# Ephormotris
Ephormotris és un gènere d'arnes de la família Crambidae.

## Taxonomia
- Ephormotris cataclystalis (Hampson, 1897)
- Ephormotris dilucidalis (Guérin-Méneville, 1832)

## Espècies desconegudes
- Ephormotris nyasalis (Hampson, 1917)